# Anna (téléfilm)
Pour les articles homonymes, voir Anna.

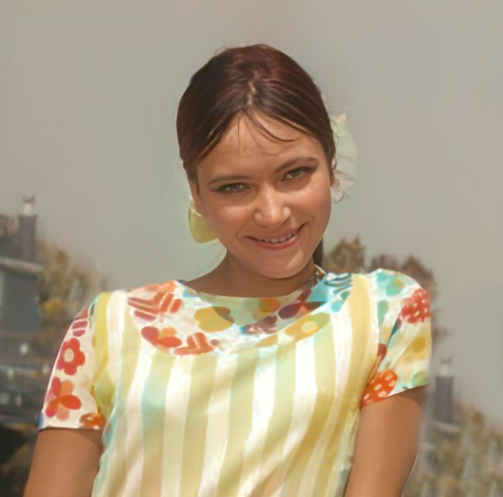
Anna Karina, héroïne du téléfilm et de la bande originale signée Serge Gainsbourg.

Anna est un téléfilm français réalisé par Pierre Koralnik, diffusé le 13 janvier 1967 sur la Première chaîne de l'ORTF. Remastérisé en 4K par le Service d'Exploitation Technique de l'Institut national de l'audiovisuel (INA) en 2017. 

## Synopsis
Serge (Jean-Claude Brialy), le patron d'une agence publicitaire parisienne à la mode, tombe amoureux d'Anna (Anna Karina), une jeune femme anonyme photographiée par hasard dans une gare. Aidé par son ami (Serge Gainsbourg), notre héros sentimental part à la recherche de cette fille introuvable, mobilisant l'équipe de toute son agence de pub, tandis que ses deux tantes, snobs et extravagantes, cherchent à le marier à une jeune Anglaise (Marianne Faithfull). 
Filmée en public dans les rues de Paris, au Bus Palladium, à la gare de l'Est, sur la plage de Deauville et au château Porgès de Rochefort-en-Yvelines, cette comédie musicale, commandée pour la télévision française par la chanteuse et productrice Michèle Arnaud, tournée en 1966 (pour la première fois à la télévision) en pellicule 35 mm couleur par le réalisateur franco-suisse Pierre Koralnik, innove par son style graphique et une mise en scène débridée qui coïncide avec l'arrivée, en France, de la pop culture anglo-saxonne. Anna est caractérisé par la chorégraphie audacieuse de Victor Upshaw, la photo du jeune chef opérateur Willy Kurant, qui venait de tourner avec Agnès Varda et Jean-Luc Godard, et les costumes colorés de Lison Bonfils. 
La comédie musicale est aussi une pierre de touche dans l'œuvre de Serge Gainsbourg, dont la musique et les chansons sont orchestrées par Michel Colombier, qui travaille à l'époque avec le compositeur de musique contemporaine Pierre Henry. Anna Karina, coachée à coups de répétitions par Gainsbourg, révélera un talent incontestable de chanteuse dont on retiendra la chanson culte Sous le soleil exactement.

## Fiche technique
- Réalisateur : Pierre Koralnik, assisté de Pierre Lambert
- Dialogues : Jean-Loup Dabadie
- Chansons : Paroles et musique de Serge Gainsbourg, voir BO section « Discographie » ci-dessous
- Direction musicale : Michel Colombier
- Photographie : Willy Kurant
- Chorégraphie : Victor Upshaw
- Décors: Isabel Lapierre
- Costumes : Lison Bonfils, Anne Frantz
- Coiffures et maquillages : Jackie Raynal
- Montage : Françoise Collin
- Productrice : Michèle Arnaud
- Directeur de production : Pierre Gout
- Pays de production :  France
- Format : couleur — 35 mm — 4/3 (1,33:1) — son monophonique
- Diffusion : 13 janvier 1967, Première chaîne de l'ORTF
- Durée : 87 minutes

## Distribution
- Anna Karina : Anna
- Jean-Claude Brialy : Serge
- Marianne Faithfull : Une jeune femme dans la soirée dansante
- Serge Gainsbourg : L'ami de Serge
- Barbara Sommers : Une tante de Serge
- Isabelle Felder : Une tante de Serge
- Henri Virlogeux : L'homme du banc
- Hubert Deschamps : Le présentateur TV
- Eddy Mitchell : Lui-même (non crédité)
- Daniel Laloux : Le serveur du bistro
- Dorothée Blanck : La femme à la fourrure
- Robert Richemont : Un photographe
- Pierre Fuger : Un photographe
- Olivier Klementieff
- Tony Kina
- Claude Jourdan

## Bande originale
La bande originale du film parut en janvier 1967 sur disque 33 tours, sous le titre Anna. Le format ne pouvant contenir tous les morceaux, seuls 16 titres extraits de la comédie musicale furent édités.
En 1989, l'album fut réédité en CD (en remasterisation ADD) par Philips / Universal.
1. Sous le soleil exactement, instrumental
2. Sous le soleil exactement interprété par Anna Karina
3. C'est la cristallisation comme dit Stendhal interprété par Jean-Claude Brialy, Serge Gainsbourg et Eddy Mitchell
4. Pas mal, pas mal du tout interprété par Jean-Claude Brialy et Serge Gainsbourg
5. J'étais fait pour les sympathies interprété par Jean-Claude Brialy
6. Photographes et religieuses, instrumental
7. Rien, rien, j'disais ça comme ça interprété par Anna Karina et Serge Gainsbourg
8. Un jour comme un autre interprété par Anna Karina
9. Boomerang interprété par Jean-Claude Brialy et Serge Gainsbourg
10. Un poison violent, c'est ça l'amour interprété par Jean-Claude Brialy et Serge Gainsbourg
11. De plus en plus, de moins en moins interprété par Anna Karina et Jean-Claude Brialy
12. Roller girl interprété par Anna Karina
13. Ne dis rien interprété par Jean-Claude Brialy, Serge Gainsbourg et Anna Karina
14. Pistolet Jo interprété par Anna Karina
15. GI Jo interprété par Anna Karina et Jean-Claude Brialy
16. Je n'avais qu'un seul mot à lui dire interprété par Anna Karina et Jean-Claude Brialy

- Titres absents :

1. Pour n’être pas là interprété par Anna Karina
2. Hier ou demain interprété par Marianne Faithfull, ce titre fera l’objet d’une parution indépendante en janvier 1967 sur le 45 tours Decca 457-139 de la chanteuse
3. Chanson triste interprété par Anna Karina
4. BaseBall interprété par Eddy Mitchell

Le DVD daté de 2009 (Universal/Mercury//INA) contient l'intégrale de toute la musique entendue dans le film, soit les quatre chansons absentes du 33 tours ainsi que six instrumentaux dont les génériques de début et de fin (soit 16 + 4 + 6 = 26 plages).
- Titres additionnels :

1. Ballet des soupirs (générique de début), instrumental
2. Ne dis rien, instrumental
3. Sous le soleil exactement, instrumental
4. J'étais fait pour les sympathies, instrumental
5. Jerk en cavalerie, instrumental
6. Anna (générique de fin), instrumental